# Liste des maires d'Andrézieux
Cette page présente la liste chronologique des maires de l'ancienne commune d’Andrézieux (département de la Loire), entre la création de cette commune le 11 mars 1830 et sa fusion avec l'ancienne commune de Bouthéon en 1965.

## Liste des maires
| Période           | Période         | Identité               | Étiquette | Qualité |
| ----------------- | --------------- | ---------------------- | --------- | ------- |
| 22 avril 1830     |                 | Marcellin Girinon      |           |         |
| 22 février 1832   |                 | Jean Vende             |           |         |
| 12 juillet 1835   |                 | Marcellin Girinon      |           |         |
| 14 avril 1837     |                 | Jean Vende             |           |         |
| 13 mai 1838       |                 | Jean Dessagne          |           |         |
| 1er janvier 1840  |                 | Jean Vende             |           |         |
| 28 juillet 1844   |                 | Marcellin Girinon      |           |         |
| 13 septembre 1846 |                 | Claude Lyonnet         |           |         |
| 19 mars 1848      |                 | Claude Duport          |           |         |
| 21 mai 1871       |                 | Jean Laffont           |           |         |
| 30 mai 1874       |                 | Joseph Royer           |           |         |
| 8 mai 1876        |                 | Jean Lacour            |           |         |
| 13 juillet 1890   |                 | Jean Martouret         |           |         |
| 28 juin 1903      |                 | Jean Jullien           |           |         |
| 12 novembre 1916  |                 | Jean Lyonnet (adjoint) |           |         |
| 16 décembre 1919  |                 | Valentin Mesmer        |           |         |
| 14 mai 1925       |                 | Paul Perruche          |           |         |
| 11 mars 1929      |                 | Charles Dallière       |           |         |
| 13 août 1936      |                 | Claudius Juquel        |           |         |
| 27 octobre 1947   | 28 février 1965 | Pierre Desgranges      |           |         |

## Compléments